# 재중조선인총연합회
재중조선인총연합회(在中朝鮮人總聯合會)는 중국의 조선민주주의인민공화국 출신 교포들이 결성한 민간 조직이다.

## 개요
일본의 재일본조선인총연합회계열 동포들과 달리 정식으로 조선민주주의인민공화국 국적을 갖고 중국에서 거주하는 사람들의 조직이다. 중국에 거주하는 조선민주주의인민공화국 국적자는 대략 7,000명 정도로 집계된다.
약칭으로 조교(朝僑)라고 불린다. 2002년 보도에 따르면, 북중관계가 예민해지면서 조교들은 조선민주주의인민공화국의 ‘간첩’으로 지목돼 중국 당국에서도 예의주시 중이었다. 중국에서는 조교에게 "거류증"을 주고, 조선민주주의인민공화국은 "해외공민증"을 발급한다. 이 단체에서는 기관지로 《백두-한나》라는 월간잡지를 발행하고 있으며, 동명의 인터넷 사이트도 운영하고 있다.

## 역사
재중조선인총연합회의 모체는 1990년에 범민련 산하에 결성된 재중조선인본부였다. 이듬해인 1991년에 재중조선공민총연합회라는 이름으로 출범하였다가 1998년 8월에 재중조선인총연합회로 확대개편되었다.
2001년 3월, 재중총련 결성 10주년 기념보고대회에서 ‘김정일 로동당 총비서의 영도아래 통일애국운동을 전개할 것'을 다짐했고 2002년 선양시 황고우로 본부를 이동했다.

## 현황
현재 구성원의 대부분은 북한 식당이나 북중무역회사를 경영하는 실업가로 구성되어 있다. 일본의 조총련과 같은 자금력과 동원력은 구비되어 있지 않다고 한다. 그러나 이들은 상당히 강한 결속력을 자랑하고 행동력과 정보수집력을 갖추고 있으며, 베이징의 여러 대외우호조직과도 두터운 인맥을 자랑하고 있다. 또한 김정은 체제이후 김정은을 위한 선전선동활동을 전개하고 있다.

## 같이 보기
- 재일본조선인총련합회

## 참고 자료
- 재중조선인총연합회 백두-한나 공식 홈페이지: